# Малий Пролог
43°08′ пн. ш. 17°29′ сх. д. / 43.14° пн. ш. 17.48° сх. д.
Малий Пролог (хорв. Mali Prolog) — населений пункт у Хорватії, у Дубровницько-Неретванській жупанії у складі громади Поєзер'є.

## Населення
Населення за даними перепису 2011 року становило 31 осіб.
Динаміка чисельності населення поселення: